# Kolumna maryjna w Nowej Wsi Spiskiej

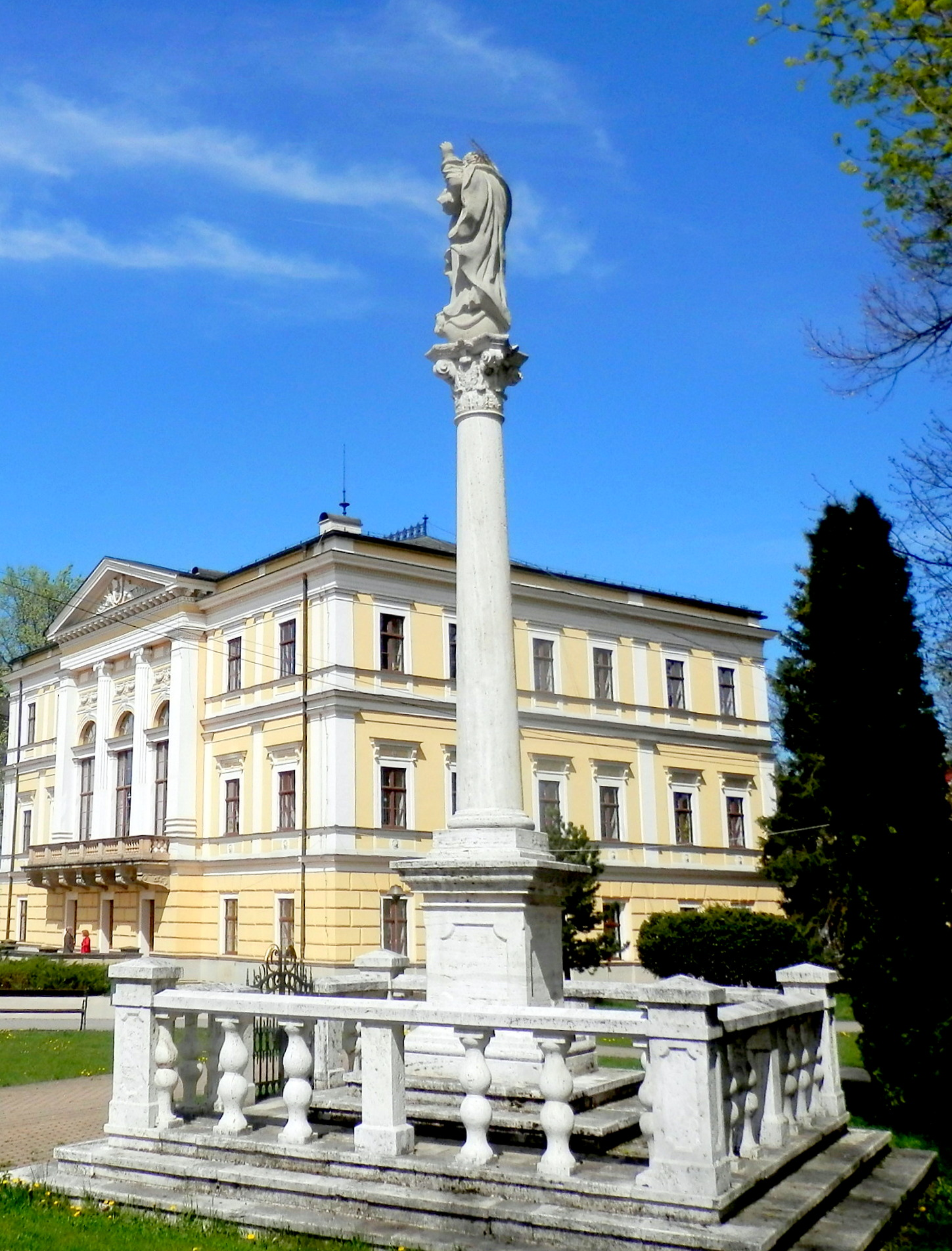
Kolumna maryjna w Nowej Wsi Spiskiej

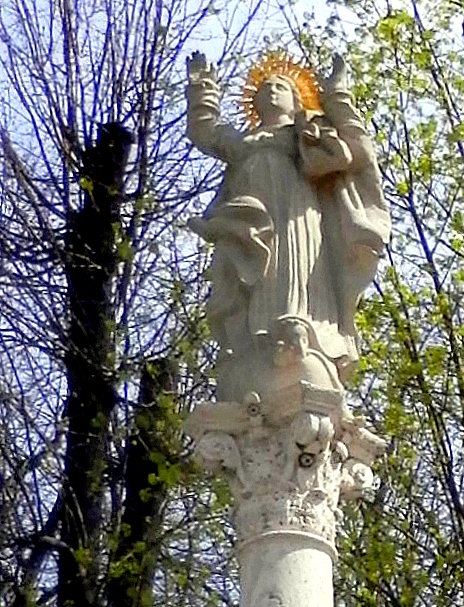
Kolumna maryjna w Nowej Wsi Spiskiej - figura Immaculaty

Kolumna maryjna w Nowej Wsi Spiskiej (słow Mariánsky stĺp) – kamienna kolumna, zwieńczona figurą Niepokalanej Panny Marii (Immaculaty), wznosząca się na rynku w Nowej Wsi Spiskiej na Słowacji.

## Położenie
Kolumna jest usytuowana w centrum miasta, na rynku, przed farnym kościołem pw. Wniebowzięcia NMP. Oficjalny adres: Radničné námestie 6.

## Historia
Ufundował ją książę Teodor Józef Lubomirski, ówczesny starosta spiski, jako pierwszą z 13 podobnych kolumn, jakie miały zostać wzniesione z jego donacji kolejno we wszystkich 13 miastach starostwa spiskiego. Ustawiona została w 1724 r. Wykonał ją według wszelkiego prawdopodobieństwa rzeźbiarz i kamieniarz Friedrich Horn z Lewoczy.

## Charakterystyka
Zespół, utrzymany w czystobiałej barwie, składa się z trzystopniowej, kwadratowej podstawy, otoczonej tralkową balustradą, ustawionego w ich centrum również kwadratowego cokołu, stojącej na nim trawertynowej kolumny o korynckiej głowicy oraz usytuowanego na jej szczycie posągu Immaculaty z pozłacanym nimbem.

## Ochrona
Z biegiem lat kolumna była kilkakrotnie odnawiana, m.in. pod koniec XIX w. Kolejna renowacja miała miejsce dopiero w latach 2009-2010. Była sfinansowana po części z funduszu miasta, a po części ze środków ze zbiórki publicznej. Przeprowadził ją zespół artysty rzeźbiarza Štefana Kovaľa z Wyżnych Drużbaków. W jej trakcie poddano renowacji wszystkie elementy konstrukcji, przy czym na kolumnie ustawiono wierną kopię rzeźby Niepokalanej. Oryginał, na którym widoczny jest już upływ czasu, jest eksponowany w pomieszczeniach ratusza.
Podczas montażu kolumny w jej wnętrzu umieszczono metalowy pojemnik, w którym umieszczono opis renowacji zabytku oraz szereg aktualnych przedmiotów, które przyszłym pokoleniom przybliżą życie miasta na początku XXI wieku.
Obecnie jest chroniona jako narodowy zabytek kultury (słow. Národná kultúrna pamiatka).